# Hrabstwo Craven
Hrabstwo Craven (ang. Craven County) – hrabstwo w stanie Karolina Północna w Stanach Zjednoczonych.

## Geografia
Według spisu z 2000 roku obszar całkowity hrabstwa obejmuje powierzchnię 774 mil2 (2004,65 km²), z czego 708 mil2 (1833,71 km²) stanowią lądy, a 66 mil2 (170,94 km²) stanowią wody. Według szacunków United States Census Bureau w roku 2012 miało 104 770 mieszkańców. Jego siedzibą administracyjną jest New Bern.

### Miasta
- Bridgeton
- Cove City
- Dover
- Havelock
- New Bern
- River Bend
- New Bern
- Vanceboro

### CDP
- Brices Creek
- Fairfield Harbour
- James City
- Neuse Forest